# Pavillon de complaisance
Pour les articles homonymes, voir Complaisance.

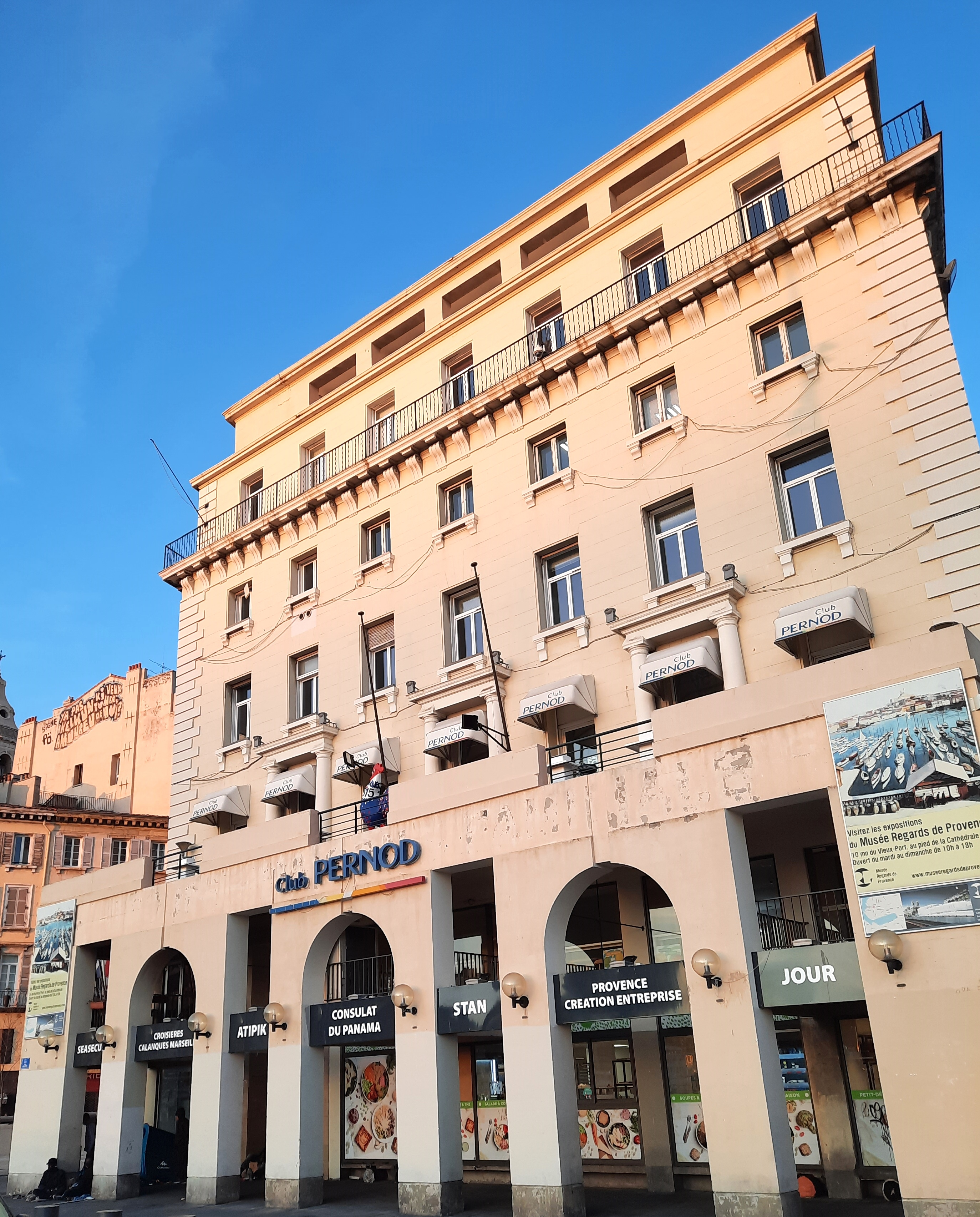
Consulat du Panama, dans un immeuble d'affaires surplombant opportunément le Vieux-Port de Marseille.

Un pavillon de complaisance, parfois désigné comme pavillon de libre immatriculation, est selon la définition en vigueur depuis 1974 à la Fédération internationale des ouvriers du transport (ITF) : « le pavillon d'un navire pour lequel la propriété réelle et le contrôle se situent dans un pays autre que celui du pavillon sous lequel il est immatriculé. » ou encore « Un navire sous pavillon de complaisance est un navire qui bat le pavillon d’un pays autre que le pays de propriété réelle de ce navire ».
Il s'agit en quelque sorte de l'équivalent maritime du principe du paradis fiscal (de nombreux pays exerçant par ailleurs les deux activités comme le Panama, le Vanuatu ou encore Malte), permettant à un propriétaire de navire d'échapper aux normes, réglementations, contrôles et taxes des pays où il travaille, ce qui fait de certaines flottes de véritables zones de non-droit, à l'origine de nombreuses catastrophes écologiques et humanitaires.

## Caractéristiques
Les armateurs choisissent ce type de pavillon pour son caractère peu contraignant, en matière de fiscalité, de sécurité du navire ou de droit du travail auquel est soumis l'équipage par exemple. En 2001, 63 % de la flotte mondiale de marine marchande (803 millions de tonnes en lourd) navigue sous pavillon de complaisance.
En 2015, le pourcentage a encore augmenté et à cette date concerne 71 % du tonnage total de la marine marchande qui représente alors 1,745 milliard de tonnes en lourd. Trois de ces pavillons, Panama, le Liberia et les Îles Marshall - pavillon de complaisance important à partir de 2002 - comptaient pour 42,8 % de la capacité totale ; soit 710 millions de tonnes (Mt) et 12 000 des quelque 50 000 navires sillonnant les océans. Les Îles Marshall passant en seconde position en 2017 des flottes marchandes mondiales.
Entre 2002 et 2019, la proportion de navires de commerce européens battant pavillon de complaisance est passée de 46% à 96% ; sur ce même intervalle les pavillons les plus prisés sont passés de Panama et Libéria à Comores et Palaos.
Selon la Fondation pour la Justice Environnementale, bien qu’il n’y ait aucune définition officielle d’un pavillon de complaisance, on peut néanmoins en donner des caractéristiques générales :
- L’État du pavillon est souvent une nation enclavée (Luxembourg, Mongolie, Moldavie...), faiblement maritime (Géorgie, Comores) ou minuscule (Curaçao),
- Le nombre de navires étrangers portés au registre est disproportionné par rapport à celui des navires nationaux,
- Des registres de navires y sont tenus par des sociétés privées basées dans d’autres pays.

## Avantages
L'immatriculation d'un navire sous un pavillon de complaisance présente de nombreux avantages pour son propriétaire :
- un avantage financier (principalement fiscal) ;
- une réglementation « allégée » (droit du travail, normes environnementales ou de sécurité) ;
- un certain laxisme concernant les visites de contrôle.

La société qui profite d'un pavillon de complaisance — elle n'est souvent représentée dans ce pays que par une boîte aux lettres — s'évite ainsi les taxes qu'elle aurait à payer dans son pays d'origine et se facilite grandement les démarches d'enregistrement ; le pays qui fournit le service de pavillon de complaisance est rémunéré pour cela.
En plus du bénéfice fiscal, les pavillons de complaisance permettent de s'affranchir de nombreuses réglementations, sur la sécurité et l'environnement. Une visite annuelle du navire par les autorités du pavillon est obligatoire, mais ces visites sont très souvent déléguées et effectuées par des salariés de sociétés tierces (sociétés de classification), il en ressort que de nombreux navires sont malgré tout laissés à l'abandon par les armateurs, du moins les travaux coûteux mais nécessaires sont annulés ou retardés. Ces armateurs peu scrupuleux s'arrangent pour que ces navires fréquentent le moins souvent possible les ports européens et américains ; lorsque ces voyages sont indispensables, les navires sont fréquemment arrêtés par les autorités du port avec obligation de réparation (en vertu du Mémorandum d'entente de Paris sur le contrôle des navires par l'État du Port).
Si l'avantage financier est évidemment recherché par tous, seuls les armateurs les moins scrupuleux s'octroient des libertés vis-à-vis des visites de contrôle[réf. nécessaire] : on ne peut pas dire que l'immatriculation sous pavillon de complaisance soit une condition suffisante pour classer le navire comme « sous-normes ».
Quand un naufrage ou accident a lieu dans les eaux internationales, c'est la « loi du pavillon » qui s'applique : le pays responsable du navire est alors celui dans lequel il est immatriculé. Toutefois, les pays complaisants sont peu susceptibles d’engager des poursuites contre les armateurs pour les dégâts qu'ils occasionnent, laissant l'essentiel des marées noires et dégazages en haute mer totalement impunis.
Un autre « avantage » des pavillons de complaisance concerne le démantèlement des navires en fin de vie (opération coûteuse et pouvant être extrêmement polluante si elle est mal réalisée) : en raison des pavillons de complaisance, 80 % des navires de commerce sont démantelés dans seulement 3 pays (Bangladesh, Inde et Turquie), sans aucune règle de sécurité ni de respect de normes environnementales, alors que les lois de l'Union Européenne contraignent les navires européens à être démantelés sur des sites agréés et contrôlés par le Commission Européenne. Une étude scientifique estime à environ 5 000 le nombre de morts de cancers dus aux conditions de démantèlement en Inde (sans compter les simples accidents du travail).
En 1967, Christian Fouchet, ministre de l’Intérieur français, alertait déjà : « l’octroi de pavillons de complaisance est un défi aux règles du monde civilisé. Il importe de faire cesser au plus tôt le scandale de la piraterie internationale […], avec des navires battant n’importe quel pavillon et naviguant dans des conditions honteuses de sécurité ».
L'ITF (Fédération Internationale des ouvriers du Transport) fait le constat suivant : « Les risques sont plus grands à bord des bateaux portant un pavillon de complaisance. En 2001, 63 % des pertes en tonnage absolu étaient liées à treize pavillons de complaisance. Les cinq premiers pavillons en nombre de bateaux perdus sont tous de complaisance : Panama, Chypre, Saint-Vincent, le Cambodge et Malte. »
Malgré certains efforts, la situation ne s'améliore guère. Les navires sous-normes, sous pavillon de complaisance, cassent les prix du transport. Les pays dits riches, en réponse, bâtissent eux-mêmes leur propre pavillon (« bis ») dans le but de lutter contre la perte de fret.

## Naufrages, marées noires et catastrophes

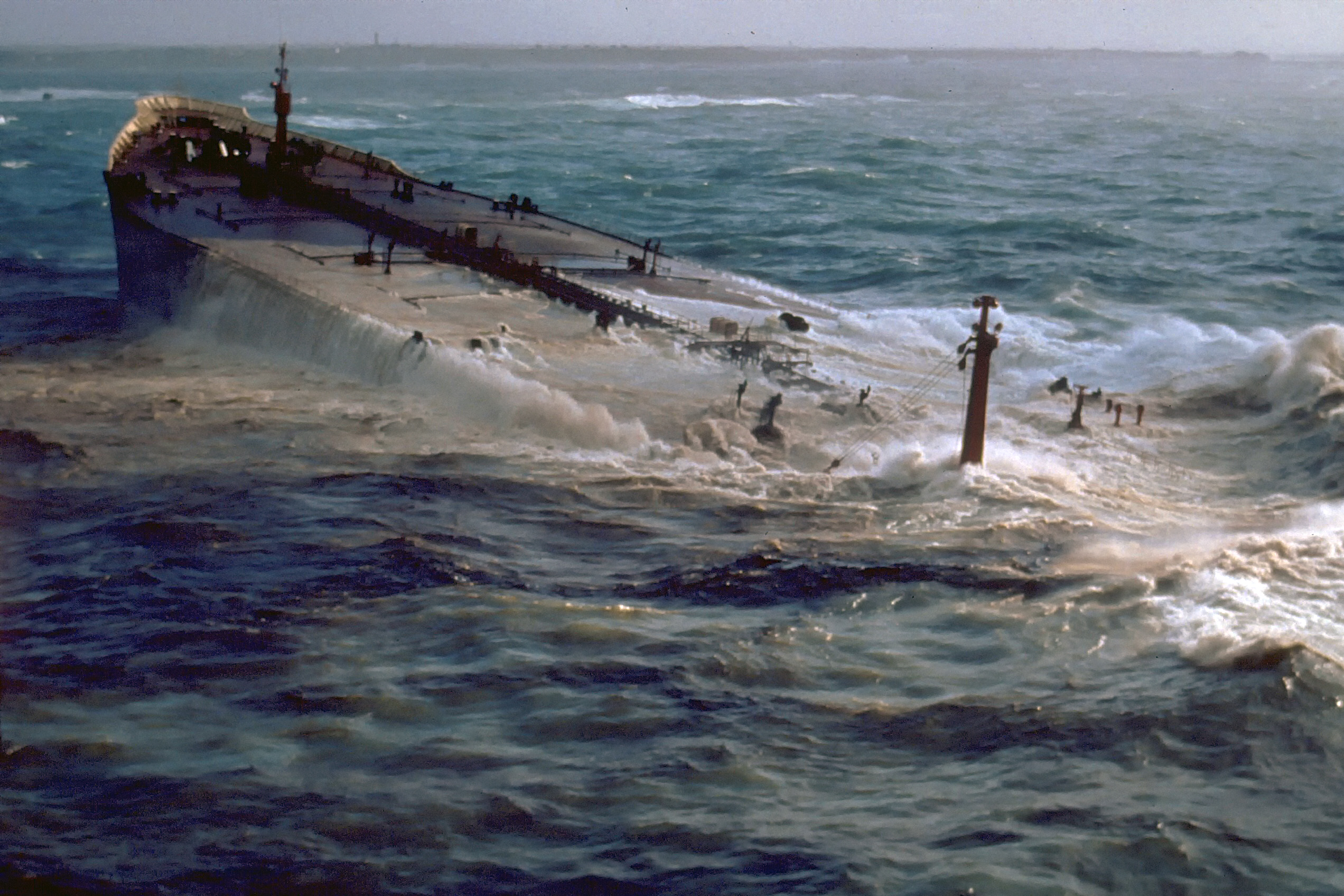
L’Amoco Cadiz, qui provoqua en 1978 la plus importante marée noire de tous les temps, battait pavillon libérien.

Avec ce système, combiné à d'autres, il est souvent difficile d'établir les responsabilités lors d'un naufrage ou d'une marée noire, alors même qu'il encourage le recours à de véritables épaves flottantes, puisque les pavillons de complaisance ne contraignent à aucun standard de sécurité. Par exemple pour le naufrage du Prestige, le propriétaire était une société basée au Liberia, le pavillon était des Bahamas, l'armateur était une société grecque, le certificat d'aptitude à la navigation avait été délivré par une société américaine après une inspection à Dubaï, l'affréteur était une société immatriculée en Suisse, Crown Ressources, et filiale du groupe russe Alfa, l'équipage était roumain et philippin et les officiers grecs, quant à la marchandise, c'était du pétrole russe chargé en Lettonie à destination de Singapour.
De la même manière, quasiment toutes les grandes catastrophes maritimes des cinquante dernières années ont impliqué des épaves flottantes battant des pavillons de complaisance, comme le naufrage de l'Erika (pavillon maltais), l’Amoco Cadiz (Liberia), le Torrey Canyon (Liberia), le MV Wakashio (Panama), le Probo Koala (Panama), l'Exxon Valdez (Îles Marshall)... Les plates-formes pétrolières offshore, qui doivent aussi être immatriculées, bénéficient des mêmes possibilités, et la tristement célèbre Deepwater Horizon était sans surprise immatriculée aux îles Marshall.
La terrible explosion au port de Beyrouth de 2020 a été provoquée par l'abandon par son propriétaire du MV Rhosus, navire chargé de 2 750 tonnes de nitrate d'ammonium particulièrement explosif au mépris de toute règle de sécurité et battant pavillon moldave — un pavillon de complaisance, la Moldavie n'ayant même pas de façade maritime. L'explosion fit 207 morts et plus de 6 500 blessés, et dévasta complètement toute la capitale libanaise.

## Esclavage en mer
L'un des « avantages » des pavillons de complaisance est l'absence de réglementation (ou en tout cas de surveillance) en matière de droit du travail, ce qui fait que les équipages de ces navires sont le plus souvent des jeunes sans formation recrutés - pas toujours de leur plein gré - parmi les populations les plus misérables d'Afrique et d'Asie du Sud-Est (Philippines, Thaïlande, Indonésie).
Le documentaire Seaspiracy diffusé en 2021 suggère que ces équipages peuvent parfois carrément être constitués de prisonniers voire d'esclaves séquestrés à bord, avec des maltraitances et un taux de mortalité effrayants (au moins 360 000 morts par an), les propriétaires des navires étant au-dessus de toute législation grâce à l'intermédiaire de sociétés-écrans dans des paradis fiscaux, et les méfaits ayant lieu dans les eaux internationales.
C'était par exemple apparemment le cas pour le MV Rhosus, cargo à l'origine des Explosions au port de Beyrouth de 2020, et dont l'équipage, sans papiers, avait été abandonné à son sort par les propriétaires.
L'esclavage est en réalité une des raisons d'être des pavillons de complaisance, puisque ce système s'est notamment développé au XIXe siècle avec l'interdiction de la traite négrière, qui motiva les trafiquants d'esclaves à simplement changer de pavillon (de portugais à brésilien, par exemple) pour poursuivre leur activité en toute impunité.

## Pêche pirate
En 2001, le Parlement Européen a émis un rapport alarmant sur la « pêche pirate », exhortant la Commission à interdire le commerce de poissons issus de pratiques menées sous pavillon de complaisance, mais sans pouvoir contraignant et donc sans réel effet : vingt ans plus tard, le constat n'a pas changé.
Les pêcheurs-pirates de légines qui opèrent illégalement dans les eaux de la zone économique exclusive autour des îles australes françaises (îles Crozet, îles Kerguelen, îles Saint-Paul et Amsterdam) utilisent des pavillons de complaisance.
Ceux-ci sont, par ordre d'importance décroissante et selon la Lloyd : Belize (22 %), Honduras (21 %), Panama (11 %) et Taïwan (9 %).
D'après un rapport de l'OCDE, « certains navires ont même probablement deux identités : une pour la pêche légale, et une pour la pêche pirate ».
La Fondation pour la Justice Environnementale a publié en 2015 un « Guide à l'usage des professionnels pour lutter contre la pêche illégale ».

## Transport illégal ou non-réglementaire
De vieux cargos sous « pavillon noir » sont aussi « bricolés » puis utilisés pour le transport du bétail (en particulier de jeunes animaux nés en Europe et acheminés vers le Moyen-Orient pour un engraissement à moindre coût), pour lequel ils ne sont souvent pas conçus. Cet usage détourné et souvent agrémenté d'infractions multiples entraînent d'une part des risques et souffrances importants pour les animaux, mais aussi un risque accru de chavirage, le bétail constituant un chargement mobile au comportement imprévisible. Par exemple, le Queen Hind (immatriculé au Togo) a chaviré en 2019 au sud-est de la Roumanie, avec à son bord plus de 14 600 moutons, qui ont tous péri. L'association de protection des animaux Robin des Bois réclame donc l'interdiction du transport d'animaux vivants dans ces conditions.

## Impact climatique, pollution de l'air, dégradation des océans
Des pays tels que le Liberia, les îles Marshall, Malte et le Panama, bien que très petits et peu industrialisés sont « à eux seuls être responsables de près de 56 % des émissions mondiales de gaz à effet de serre du transport maritime ». Les dissensus au sein de l'OMI et les pavillons de complaisance continuent à de nombreux pays et compagnies de contourner les mesures visant à fortement réduire les émissions polluantes du transport maritime international. En battant pavillon d’un pays moins-disant en matière de droit de l'environnement et du travail, plus de 70 % de la flotte américaine ou allemande passent ainsi  à travers les mailles du filet grâce aux pavillons de complaisance.
Ce système de complaisance s'est organisé au détriment de l'environnement marin.

## Liste des pavillons de complaisance selon l'ITF

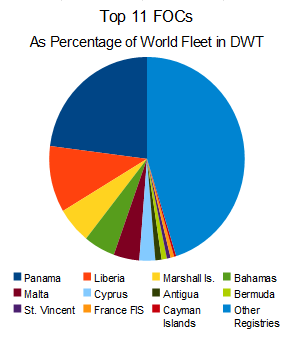
Les 11 pavillons de complaisance les plus représentés en 2009.

Cette liste est mise à jour en 2013 par la Fédération internationale des ouvriers du transport.
- Allemagne (registre GIS (bis))
- Antigua-et-Barbuda
- Antilles néerlandaises (bis des Pays-Bas)
- Bahamas
- Barbade
- Belize
- Bermudes
- Bolivie, aucune façade maritime
- Birmanie
- Cambodge
- Îles Caïmans
- Canaries (bis d'Espagne)
- Comores
- Corée du Nord
- Chypre
- Curaçao
- Guinée équatoriale
- Îles Féroé (bis du Danemark)
- Géorgie
- Gibraltar (bis du Royaume-Uni)
- Honduras
- Italie (Registre international italien)
- Jamaïque
- Liban
- Liberia
- Luxembourg, aucune façade maritime
- Malte
- Îles Marshall
- Maurice
- Moldavie, aucune façade maritime
- Mongolie, aucune façade maritime
- Panama
- Saint-Vincent-et-les-Grenadines
- Sao Tomé-et-Principe
- Sri Lanka
- Terres australes et antarctiques françaises (RIF : registre FIS (bis de la France))
- Tonga
- Vanuatu

## Liste des pavillons à investiguer selon l'ITF
Cette liste est mise à jour en 1997 par la Fédération internationale des ouvriers du transport.
- Djibouti
- Estonie
- Hong Kong (bis de la Chine)
- Philippines
- Madère (bis du Portugal)
- Singapour
- Ukraine

## Liste des pavillons ayant quitté la Liste des pavillons de complaisance selon l'ITF
- Aruba, sur la liste de 1997
- Îles Cook, sur la liste de 1997
- Danemark (registre DIS (bis)), sur la liste de 1997, voir Îles Féroé sur la liste principale
- Îles Kerguelen, sur la liste de 1997, le registre TAAF ayant été supprimé, remplacé par le RIF. cf.Terres australes et antarctiques françaises sur la liste principale
- Luxembourg, sur la liste de 1997, aucune façade maritime
- Île de Man (bis du Royaume-Uni), sur la liste de 1997
- Norvège (registre NIS (bis)), sur la liste de 1997
- Tuvalu, sur la liste de 1997

## La France et le pavillon RIF

Le pavillon des Terres australes et antarctiques françaises (registre d'immatriculation français de 1986 à 2005). Le registre TAAF est remplacé par le RIF, qui arbore le drapeau français.

Pour lutter contre la fuite des immatriculations nationales, la France crée en 1986 son pavillon bis, le registre des  Terres australes et antarctiques françaises, dit « pavillon Kerguelen ». Ce pavillon de complaisance, à la légalité bancale, effectue alors des immatriculations pour les navires de commerce dans les Terres australes et antarctiques françaises, à Port-aux-Français dans les îles Kerguelen et pour les navires de croisière à Wallis-et-Futuna. Cette immatriculation est strictement administrative, les Kerguelen ne comprenant aucune population permanente et Port-aux-Français n'offrant qu'un simple embarcadère.
Ce pavillon offre aux sociétés françaises armant des navires des allègements fiscaux et salariaux. Ils peuvent ainsi employer jusqu’à 65 % de marins étrangers hors Union européenne qui sont rémunérés aux conditions de leur pays d’origine. Le reste de l’équipage, dont le capitaine et l’officier en second, doit être européen — avec des connaissances du droit français —, l'État remboursant alors 50 % des cotisations sociales.
Le registre des Terres australes et antarctiques françaises est proposé à la suppression pour son remplacement par un nouveau registre dès 2003.

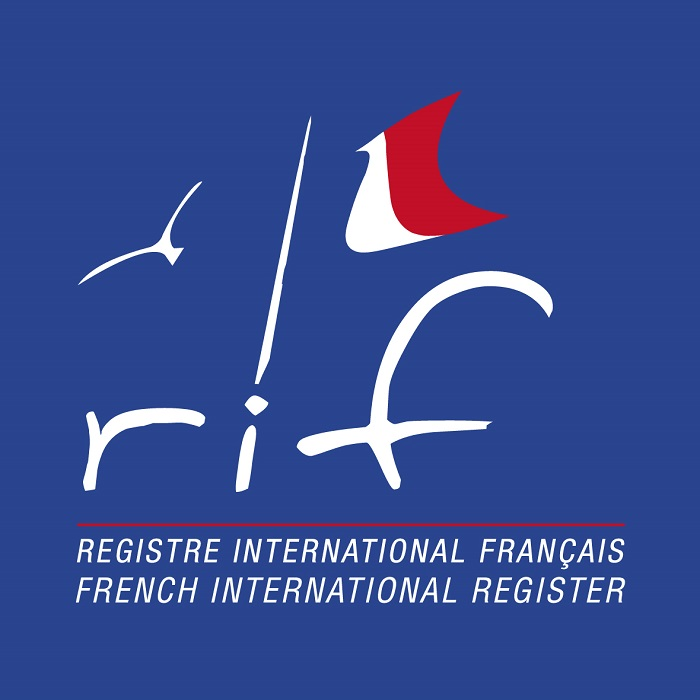
Logo du RIF. Le pavillon arboré par les navires immatriculés au RIF est le pavillon français.

Le Registre international français (RIF) est créé en 2005. Il n'est ouvert qu'aux navires armés au commerce au long cours ou au cabotage international, et aux navires armés à la plaisance de plus de 24 mètres hors tout, à l'exclusion de ceux qui sont exploités au seul cabotage national, à la pêche et à l'assistance portuaire et des navires transporteurs de passagers assurant des lignes régulières intracommunautaires.
L'ITF (la Fédération internationale des ouvriers du transport) classe ce pavillon comme pavillon de complaisance. Ce pavillon autorise l'emploi de marins étrangers à bas coût, ainsi que le recours au « manning », il a ainsi la faveur de nombreux armements.
À l'occasion de sa mise en place effective en 2006, l'éventuel succès du RIF serait conditionné par un reclassement hors pavillon de complaisance par l'ITF, car beaucoup d'armateurs français se sont engagés auprès de leurs clients à ne pas transporter leurs marchandises sous pavillon de complaisance, ils ne peuvent donc pas utiliser ce pavillon, ainsi qu'au renouvellement d'un Groupement d'intérêt économique fiscal attractif. En 2020, le RIF est toujours considéré par l'ITF comme pavillon de complaisance. Quant au GIE fiscal, ce dispositif fiscal a d'ailleurs été supprimé par Bercy, le ministère des finances, la même année, dès novembre 2006, pour éviter les foudres de la commission européenne.

## Dans la culture
À la suite du naufrage du Torrey Canyon, Serge Gainsbourg compose une chanson éponyme (parue sur l'album Initials B.B. en 1968) dans laquelle il détaille le montage administratif : « Je suis né / Dans les chantiers japonais, / En vérité, j'appartiens / Aux Américains [...] Aux Bermudes [...]  / [une société-écran] M'a donné en location  / À l'Union Oil Company [...] / Si je bats Pavillon du Liberia / Le cap'tain et les marins / Sont tous italiens / Le mazout, / Dont on m'a rempli les soutes, / C'est celui du Consortium / British Petroleum ».

### Sources web
- Pavillon de complaisance sur le site de l'International Transport Workers' Federation (ITF)
- Les pavillons de complaisance sur le site d'Attac France
- (en) Quirin Schiermeier, « Boom in ships that fly ‘fake’ flags and trash the environment », sur Nature, 21 mai 2021.